# Edmund Curll

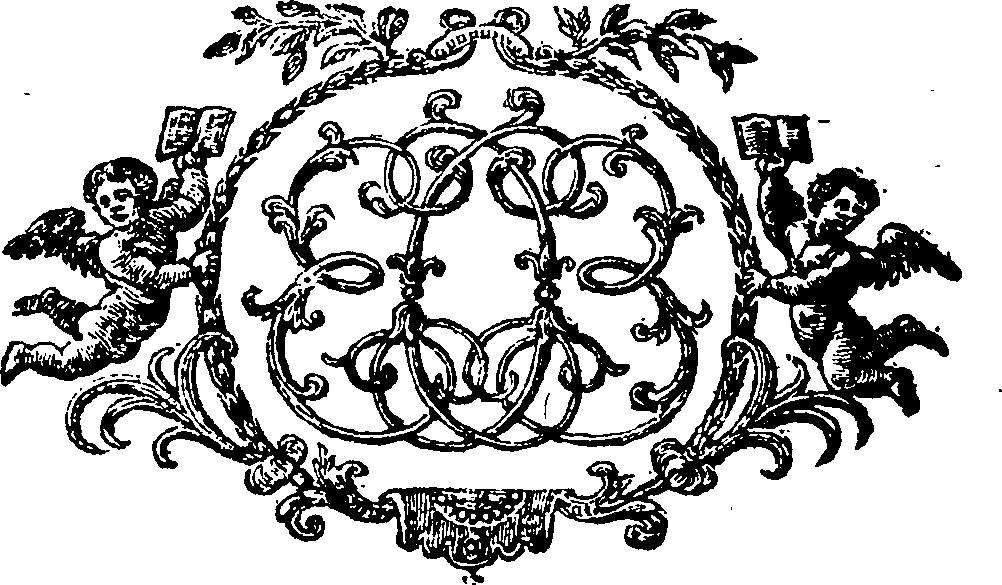
Fleuron del libro: Memorias de la vida, viajes y transacciones del Reverendo Sr. George Kelly, desde su nacimiento hasta su escape.

Edmund Curll (1675 - 11 de diciembre de 1747) fue un librero y editor inglés de principios del siglo XVIII. Después de los numerosos ataques pronunciados por Alexander Pope en su obra The Dunciade, el nombre de Curll está asociado a la falsa publicidad y a la ausencia de escrúpulos.
Curll pasó de la pobreza a la riqueza al entrar en el mundo de la edición donde utilizó métodos que por aquel entonces eran inéditos. Apostó por los escándalos públicos, publicó obras pornográficas y ofreció falsos remedios medicinales, lo que le permitió erigir un pequeño imperio editorial. 
Curll publicó de forma indistinta obras mediocres y de calidad, buscando como única condición que fueran obras que se vendieran con facilidad.